# سمك الرنجة

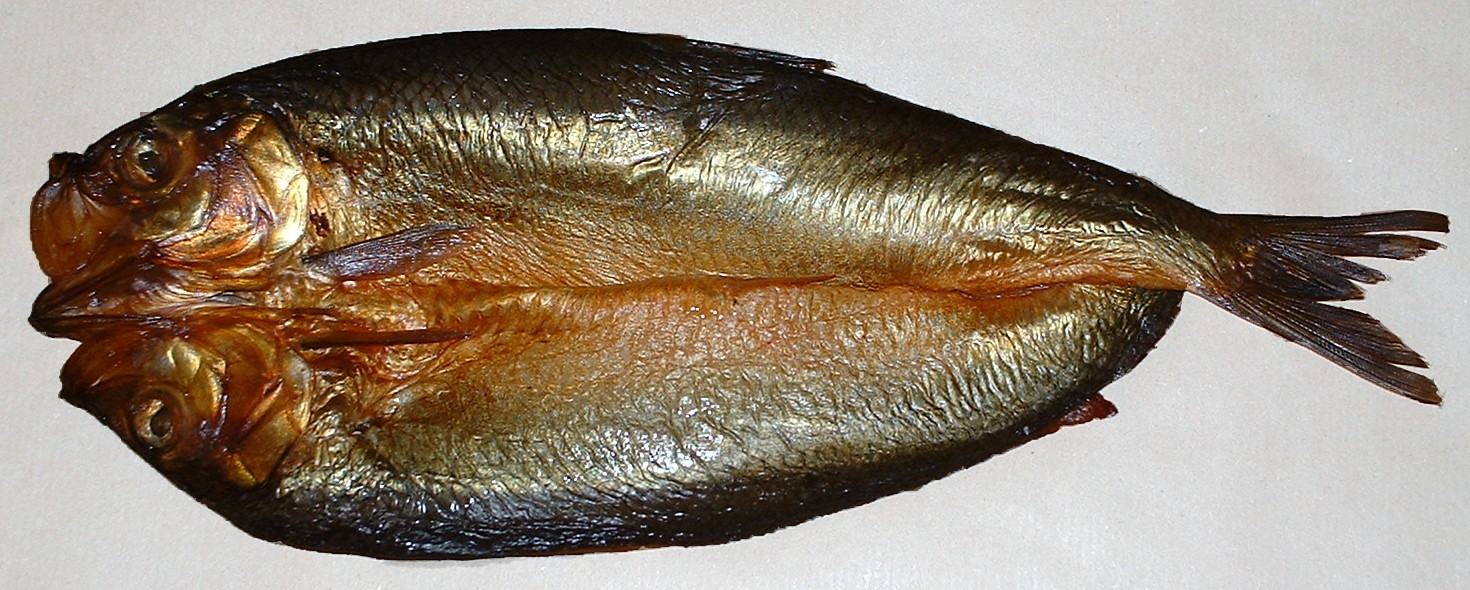
سمك الرنجة

القنيبر هو سمك رنجة كامل، وهو عبارة عن سمكة صغيرة، زيتية، تم تقسيمها على شكل فراشة من الذيل إلى الرأس على طول الحافة الظهرية، يتم تمليحها وتخليلها، ووضعها على ألواح الخشب المدخنة والباردة.
في المملكة المتحدة، جزيرة مان، اليابان، وبعض مناطق أمريكا الشمالية، يتم تناولها في الغالب لتناول الإفطار.
في بريطانيا العظمى، كان سمك الرنجة، جنبا إلى جنب مع غيره من الأسماك المدخنة المحفوظة أو المملحة، مثل الطحالب والفتل، يتم تناوله في السابق كبديل الشاى، وقبل الحرب العالمية الثانية كانت تلك الأكلة  الأكثر شعبية بين سكان الطبقة العاملة في المناطق الحضرية.

## أصل مصطلح Kipper في اللغة الإنجليزية
يستنتج عالم اللغويات والإنثولوجي الإنجليزي "والتر وليام سكيت" تلك الكلمة من كلمة «كيبيان» المذكورة في اللغة الإنجليزية القديمة. الكلمة لها أوجه تشابه محتملة مختلفة، مثل kippa الآيسلندي الذي يعني «سحب، انتزاع» والكلمة الجرمانية kippen الذي يعني «إمالة، إلى الانحدار». وبالمثل، فإن اللغة الإنجليزية الوسطى kipe تعني سلة تستخدم لصيد الأسماك. نظرية أخرى تتبع كلمة kipper إلى المنقار، أو منقار صغير، حيث أن سمك السلمون الذكور يتطور خلال موسم التكاثر.
وكفعل، يعني «كيبرنغ» ("kipper") أن يحفظ بالملح مع الملح أو التوابل الأخرى قبل التجفيف في الهواء الطلق أو في الدخان. طبق في الأصل على الحفاظ على فائض الأسماك (لا سيما تلك المعروفة باسم «الكيبس»، التي يتم حصادها خلال فترات التفريخ، وقد يعني ذلك الحفاظ على أي سمكة أو دواجن أو لحم بقر أو لحم آخر بطريقة مماثلة. عادة ما يتم تحسين هذه العملية عن طريق التنظيف أو التقليم أو الفراغ أو تقطيع الطعام ثم وضعه على السطح نظرا لعوامل التجفيف والمواد الحافظة.

### منشأ فكرة السمك المملح

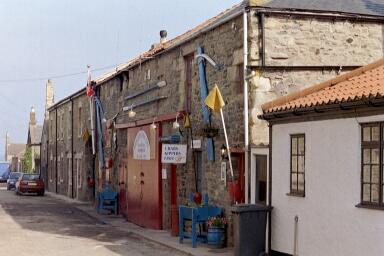
يعتبر مصنع معالجة الأسماك في قرية سيهاوسز ، شمال إنجلترا ، أحد الأماكن التي يُقال إن ممارسة الرنجة الكينغية قد نشأت فيها.

على الرغم من أن الأصل الدقيق للكيبر غير معروف، إلا أن هذه العمليات من التخزين وعلاج السمك بالدخان موثقة بشكل جيد (a) ، وفقًا لما ذكره مارك كورلانسكي، «عادة ما تحمل الأطعمة المدخنة أساطيرهم عن خلقتها عن طريق الصدفة - وعادةً ما كان الفلاح يعلق الطعام بالقرب من النار، ثم يتخيل كيف يكون في الصباح التالي عندما...». (2) على سبيل المثال، كتب توماس ناش في 1599 عن صياد سمك من Lothingland في منطقة غريت يارماوث، حيث اكتشف تدخين الرنجة عن طريق الصدفة. (3) ثم نشأت قصة أخرى لاختراع كيبر في عام 1843، مع جون وودجر من Seahouses في نورثامبرلاند، عندما ترك أسماك للمعالجة طوال الليل في غرفة مع موقد التدخين. (4) (5) ومن المعروف أن هذه القصص وغيرها غير صحيحة لأن كلمة "kipper" تسبقها بفترة طويلة. إن تدخين وتذويب الأسماك ـ خاصةً سمك السلمون والسمك الرنجي التي يتم صيدها بأعداد كبيرة في وقت قصير، ويمكن جعلها مناسبة للتخزين القابل للأكل وهذه الممارسة تسبق بريطانيا وتاريخها المكتوب في القرن التاسع عشر، على الأرجح أن استخدام الملح للحفاظ على الطعام يعود إلى البشر.

### الصبغة

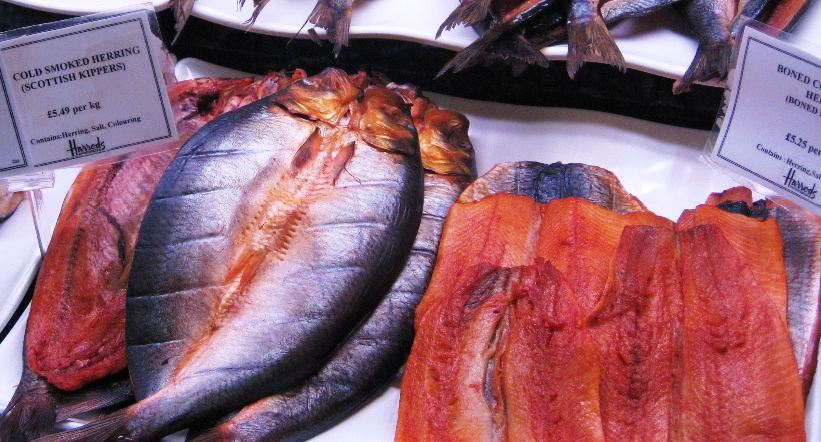
"الرنجة الحمراء": الرنجة المدخنة الباردة (الرنجة الاسكتلندية) ، مملحة بحيث يصبح لحمها لونًا محمرًا

أحيانا يشار إلى السمك المملح باسم الرنجة الحمراء، على الرغم من الحاجة إلى معالجة  قوية لإنتاج الصبغة الحمراء. (6)
تم ظهور هذا المصطلح في قصيدة في منتصف القرن الثالث عشر من قبل الشاعر الأنجلو-نورمان، واستخدمه صموئيل بيبيس في يومياته يوم 28 فبراير 1660 بعنوان «حتى في الصباح»، وكانت تتم إضافة بعض الرنجة الحمراء إلى وجبة الإفطار لدينا.
(7) تم إنتاج صبغة الرنجة كمساهمة اقتصادية في الحرب العالمية الأولى من خلال تجنب الحاجة إلى عمليات التدخين الطويلة. وقد أدى ذلك إلى بيع الرنجة بسرعة وسهولة وبأرباح أكبر بكثير.
تم صبغ الرنجة أصلا باستخدام صبغة قطران الفحم التي سميت«براون FK»،(و FK هو اختصار لكلمة«الرنجة»)، كيبر براون أو كيبر داي.
اليوم، عادة ما يتم صبغ الرنجة باستخدام محلول الصبغة الطبيعي، مما يعطي السمك لون برتقالي / أصفر أعمق.(8)
مع الملاحظة بأن تشريعات الجماعة الأوروبية تحد من الكمية اليومية المقبولة (ADI) من براون FK إلى 0.15 مغ / كغ. ليست كل الأسماك التي يتم اصطيادها مناسبة لعملية الصباغة، حيث أن الأسماك الناضجة تكون مطلوبة بسهولة، لأن كثافة لحمها يحسن امتصاص الصبغة. والرقبة البرتقالية عبارة عن قاطعة تم صبغها باللون البرتقالي.
لا يتم صبغ الرنجة من ساكنى جزيرة مان وبعض المنتجين الاسكتلنديين، بل يتم الاكتفاء فقط  بزيادة وقت التدخين بالطريقة التقليدية.(9)

### تحضير السمك

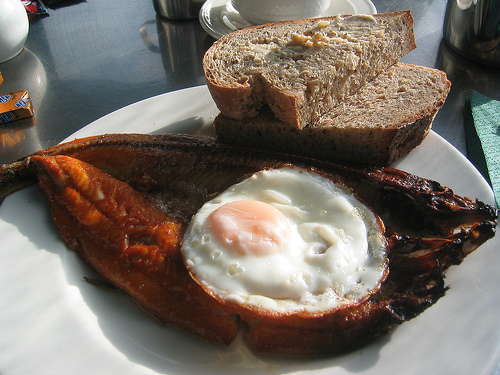
الرنجة التى يتم تناولها للإفطار في انجلترا

يجب طهي الأسماك الباردة التي لم يتم تمليحها لحفظها قبل تناولها بأمان، ويمكن على سبيل المثال أن تكون مسلوقة، مقلي، مشوي، يفضل استخدام الأسماك الزيتية للتدخين حيث يتم تفريق الحرارة بالتساوي عن طريق الزيت، ويكون اللحم متبلًا مثل الأنواع الأكثر جفافًا.
في المملكة المتحدة، يتم غالبًا تقديم لحم الغنم على الإفطار، (10)  في الولايات المتحدة،  يتم أكل السمك الصغير بشكل أقل شيوعًا عنه في المملكة المتحدة، يتم بيعه دائمًا إما كوجبات خفيفة معلبة أو في عبوات موجودة في قسم الأطعمة المبردة.

### صناعة السمك المملح
يتم تصدير منتجات الرنجة المنتجة من جزيرة مان حول العالم (11)، يتم إنتاج الآلاف سنويًا في مدينة Peel، حيث يوجد منزلين ل kipper، الأول Kore Yard في مور (تأسس عام 1882) (11)، والاخر Devereau و Son (تأسس عام 1884).
تشتهر Mallaig، التي كانت في يوم من الأيام أكثر ممرات الرنجة ازدحامًا في أوروبا (12)، بسمك الرنجة المدخن المجهز بالعادات التقليدية، فضلاً عن سمك الرنجة (Stornoway) وسمك الرطب (Loch Fyne).
تشتهر قرية Harbour في Craster في Northumberland بسمك Craster kippers ، والتي يتم إعدادها في بيت الدخان المحلي، وتباع في متجر القرية وتصدر إلى جميع أنحاء العالم.(13)